# Escholzmatt-Marbach
Escholzmatt-Marbach est une commune suisse du canton de Lucerne, située dans l'arrondissement électoral d'Entlebuch.
Elle est composée des anciennes communes d'Escholzmatt et de Marbach, qui ont fusionné le 1er janvier 2013.